# Elías Már Ómarsson
Elías Már Ómarsson (sinh ngày 18 tháng 1 năm 1995) là một tiền đạo bóng đá người Iceland, thi đấu cho IFK Göteborg.

## Sự nghiệp câu lạc bộ
Elías Már khởi đầu sự nghiệp với câu lạc bộ địa phương Keflavík năm 2012. Anh ký bản hợp đồng 3 năm cùng với Vålerenga ngày 5 tháng 2 năm 2015.
Năm 2016 anh ra đi theo dạng cho mượn đến câu lạc bộ Thụy Điển IFK Götebobrg vào nửa sau mùa giải. Anh có một điều khoản trong hợp đồng cho mượn giúp IFK mua Ómarsson với mức giá sau khi thời hạn cho mượn kết thúc và để IFK lựa chọn.

## Sự nghiệp quốc tế
Elías Már ra mắt quốc tế lần đầu tiên vào ngày 16 tháng 1 năm 2015 trong trận đấu trước Canada, khi anh ra sân từ ghế dự bị thay cho Rúrik Gíslason khi trận đấu chỉ còn vài phút.

## Thống kê sự nghiệp
Tính đến 5 tháng 11 năm 2017
| Câu lạc bộ          | Mùa giải            | Hạng đấu            | Giải vô địch | Giải vô địch | Cúp     | Cúp       | Tổng cộng | Tổng cộng |
| Câu lạc bộ          | Mùa giải            | Hạng đấu            | Số trận      | Bàn thắng    | Số trận | Bàn thắng | Số trận   | Bàn thắng |
| ------------------- | ------------------- | ------------------- | ------------ | ------------ | ------- | --------- | --------- | --------- |
| 2012                | Keflavík            | Úrvalsdeild         | 1            | 0            | 0       | 0         | 1         | 0         |
| 2013                | Keflavík            | Úrvalsdeild         | 16           | 2            | 8       | 0         | 24        | 2         |
| 2014                | Keflavík            | Úrvalsdeild         | 20           | 6            | 9       | 3         | 29        | 9         |
| 2015                | Vålerenga           | Tippeligaen         | 15           | 4            | 2       | 1         | 17        | 5         |
| 2016                | Vålerenga           | Tippeligaen         | 13           | 2            | 3       | 2         | 16        | 4         |
| 2016                | IFK Göteborg        | Allsvenskan         | 13           | 6            | 1       | 0         | 14        | 6         |
| 2017                | IFK Göteborg        | Allsvenskan         | 25           | 0            | 5       | 4         | 30        | 4         |
| Tổng cộng sự nghiệp | Tổng cộng sự nghiệp | Tổng cộng sự nghiệp | 103          | 20           | 28      | 10        | 131       | 30        |